# 積克·奇勒
積克·奇勒（英語：Jack Clarke，2000年11月23日—）為英格蘭足球員，司職翼鋒，也可以串演前鋒。現時效力英格蘭足球超級聯賽球隊伊普斯维奇城足球俱乐部。

## 生平
2021年1月14日，克拉克以租借方式加入斯托克城，直到2020-21賽季結束。

## 個人生活
前列斯聯和愛爾蘭國家足球隊左後衛伊恩·夏迪擔任克拉克的經紀人。

## 榮譽

### 個人
- 列斯聯年度最佳青年球員：2018-19賽季

## 外部連結
- Soccerway資料庫：積克·奇勒
- 足球数据库：積克·奇勒的球员统计数据